# Agora CNN
Agora CNN é telejornal produzido e exibido pela CNN Brasil de 16 de março de 2020 apresentado por rodízio de plantonistas aos sábados e domingos em diversos horários

## História
Em janeiro de 2019, é anunciado que o canal de televisão por assinatura de notícias estadunidense CNN ganharia uma versão brasileira através de um licenciamento concedido para Douglas Tavolaro, ex-vice-presidente de jornalismo da RecordTV, e de Rubens Menin, presidente da construtora MRV Engenharia. Partindo disso, foi iniciado um processo para colocar a CNN Brasil no ar, no qual uma das medidas foi a contratação de jornalistas para apresentar seus futuros programas.
Em 4 de novembro, a jornalista Taís Lopes é contratada pelo canal, sendo escalada para apresentar telejornais matutinos e incluída na composição de conteúdos multiplataformas. Taís Ficou conhecida por fazer parte do rodízio semanal em comemoração aos 50 anos do Jornal Nacional, ao formar dupla com Thiago Rogeh.
Em fevereiro de 2020, por meio de suas redes sociais, a CNN Brasil confirma a estreia de Taís no Agora CNN, exibido das 6h às 7h, que se deu em 16 de março. Em 13 de abril, Tainá Farfan passou a fazer parte do telejornal direto do estúdio da CNN em Brasília. A partir do dia 23 de maio, o noticiário passou a ser exibido, também, aos sábados e aos domingos.
Em 4 de junho, foi anunciado que o Agora CNN, a partir do dia 8, passaria a começar às 4 horas, e que teria o comando da repórter Muriel Porfiro, enquanto que Taís Lopes seria transferida para o Jornal da CNN, formando dupla com William Waack. Em 3 de agosto de 2020, o telejornal passou a ser chamado de Agora CNN Madrugada e exibido às 01h20 da manhã. Em 24 de agosto de 2020 passou a ser exibido às 3h30 da madrugada, ao vivo. Na madrugada de domingo para segunda o telejornal começava às 4h45.
Nos dias 4 e 5 de novembro de 2020, Evandro Cini ancorou o telejornal ao lado de Muriel Porfiro em uma edição especial, com a cobertura da Eleição presidencial nos Estados Unidos em 2020.
Em 8 de março de 2021, passou a ser exibido das 23h30 até 1h. Em 3 de maio, com a estreia da nova programação noturna do canal, o Agora CNN mudou de horário novamente e passou a ser exibido a partir de meia-noite.
Em fevereiro de 2022, a CNN Brasil anunciou uma grande reformulação em sua programação para comemorar os dois anos do canal, o Agora CNN passa a ser apresentado às 22h30 e tem a apresentação da jornalista Carol Nogueira, Muriel Porfiro apresenta boletins durante a madrugada. No dia 07 de março de 2022, Carol assumiu oficialmente a apresentação do telejornal.
No dia 1 de de dezembro, devido às mudanças que a CNN Brasil teve, com demissões e fim de programas, o Agora CNN foi retirado da programação diária se mantendo apenas na faixa das 6h às 9h30 aos sábados e domingos, com esquema de rodízio de apresentadores plantonistas.
Essa versão era gravada na noite do dia anterior e tinha cerca de 50 minutos que eram apresentados em loop por três horas e meia. O programa foi exibido nesse formato pela última vez em 24 de setembro de 2023. Na semana seguinte, a CNN Brasil passou a exibir o CNN Newsroom, também gravado, no mesmo horário.
A partir de 30 de setembro do mesmo ano, o Agora continuou a ser exibido aos finais de semana, mas passou a ter diversas edições ao longo do dia.